# 坦普尔·史密斯
坦普尔·弗里斯·史密斯（Temple Ferris Smith，1939年3月7日—），美国生物医学工程教授，与迈克尔·沃特曼在1981年一起开发了史密斯-沃特曼算法。他在波士顿大学的生物分子工程技术研究中心担任主任20多年，现在是那里的名誉教授。史密斯于1963年在普渡大学物理系获学士学位，1969年获科罗拉多大学获物理学博士学位，1969年至1971年在科罗拉多大学医学院做博士后研究。他的研究集中在应用各种计算机科学和数学方法的发现核酸和氨基酸序列的句法和语义模式。近年来蛋白家族分子进化是其关注的重点。